# Фессио, Джозеф
Джозеф Фессио (англ. Joseph Fessio; род. 10 января 1941) — американский католический священник, иезуит. Основатель и редактор издательства Ignatius Press.
В двадцать лет вступил в Общество Иисуса. В 1972 году был рукоположён в сан священника. В 1975 году защитил диссертацию по теме «Экклезиология Ханса Урса фон Бальтазара» в Регенсбургском университете и получил степень доктора богословия. Его научным руководителем был Йозеф Ратцингер.
Впоследствии преподавал в иезуитском Университете Сан-Франциско, в котором в 1976 г. основал Институт св. Игнатия, который включает 150 студентов из 7000 общего числа учащихся. Впоследствии Институт св. Игнатия был разогнан противоположно настроенным руководством университета. После разгона института, под его началом был создал Кэмпион-колледж. В марте 2002 г. Дж. Фессио был сослан в пригород Лос-Анджелеса на место помощника больничного капеллана (причины неизвестны), однако в июне того же года ему было позволено орденом возвратиться к педагогической деятельности. Был назначен канцлером Университета «Ave Maria» в Мичигане. В 1995 году Фессио был одним из основателей Общества обновления Священной Литургии «Adoremus».